# البريد الأسباني
البريد الأسباني ، بالأسبانية باسم : (Sociedad Estatal de Correos y Telégrafos) ، هي شركة مملوكة للدولة مسؤولة عن تقديم الخدمات البريدية في إسبانيا ، وبسبب الاتفاقات الثنائية ، تتحمل مسؤولية خدمات البريد في أندورا إلى جانب شركة لا بوست الفرنسية.
تعود أصول كوريوس إلى عام 1716. أدى تغيير السلالة في إسبانيا إلى إنهاء تقليد إعطاء بعض العائلات ذات الصلة واجب رعاية الخدمات البريدية ، وفي 8 يوليو 1716 ، عين الملك فيليب الخامس خوان توماس دي جوينتشي رئيسًا للمدير العام والمدير العام للمكاتب البريدية ، مما يجعل الخدمة البريدية مسؤولية الدولة.
الشركة مملوكة بنسبة 100٪ للدولة ، من خلال جمعية الدولة للمشاركة الصناعية (SEPI). مع أكثر من 53000 موظف و 5.4 مليار قطعة بريد يتم إرسالها كل عام ، تعد الشركة واحدة من أكبر الخدمات البريدية في العالم. يقع مقرها في مدريد ، ولديها أكثر من 10000 مركز بريدي في جميع أنحاء إسبانيا.
تم دمج مجموعة البريد الأسباني حاليًا بواسطتها والشركات التابعة لها: البريد الأسباني اكسبريس (Correos Express) ، الخدمة البريدية العاجلة للمجموعة ؛ البريد الأسباني نيكسيا (Correos Nexea) ، وهي شركة تقدم خدمات إدارة الاتصالات والوثائق لشركات أخرى ، و البريد الأسباني للاتصالات (Correos Telecom) ، التي تدير البنية التحتية للاتصالات في المجموعة.

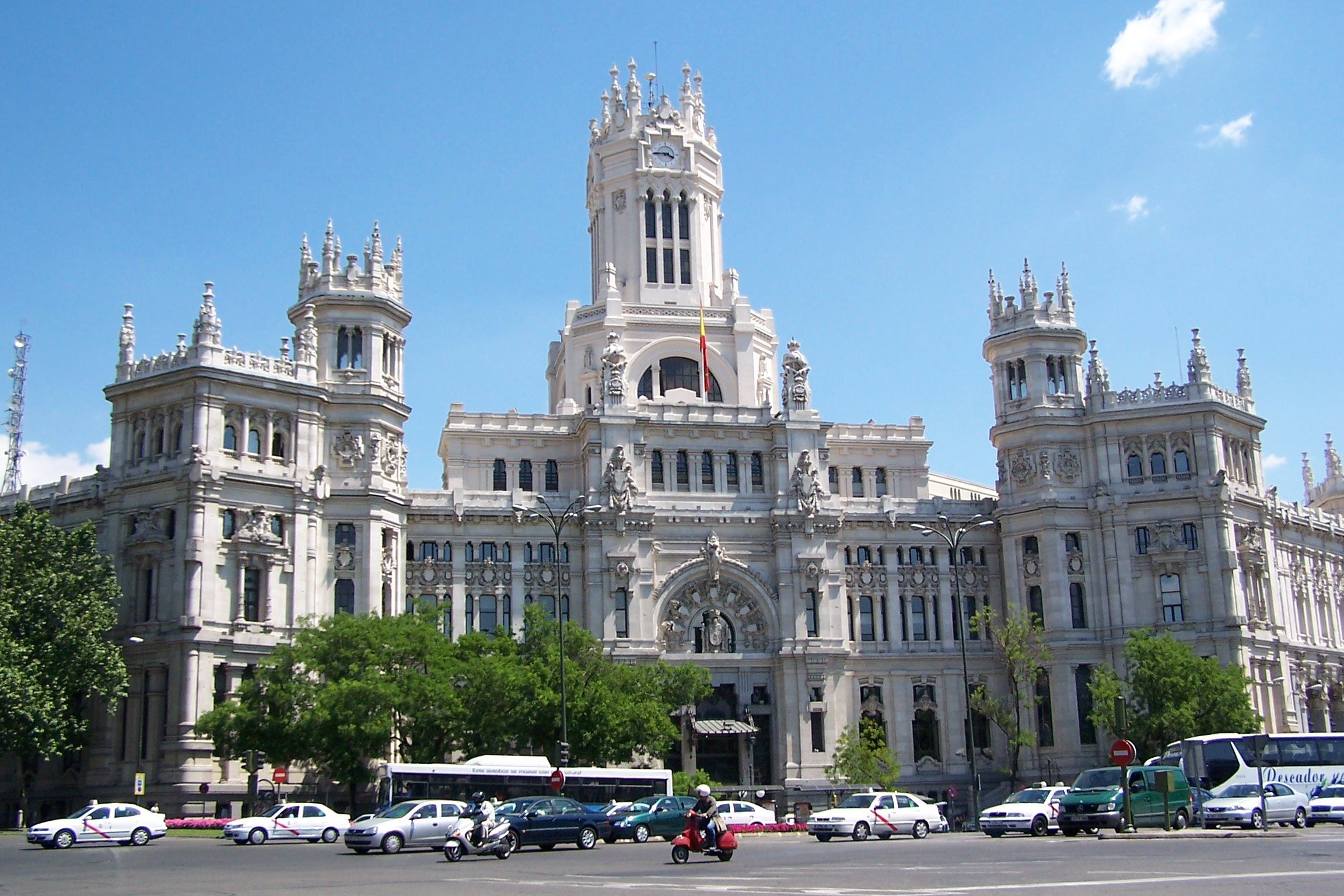
قصر Cybele ، المقر السابق لـ Correos والمقر الحالي لمجلس مدينة مدريد.

## روابط خارجية

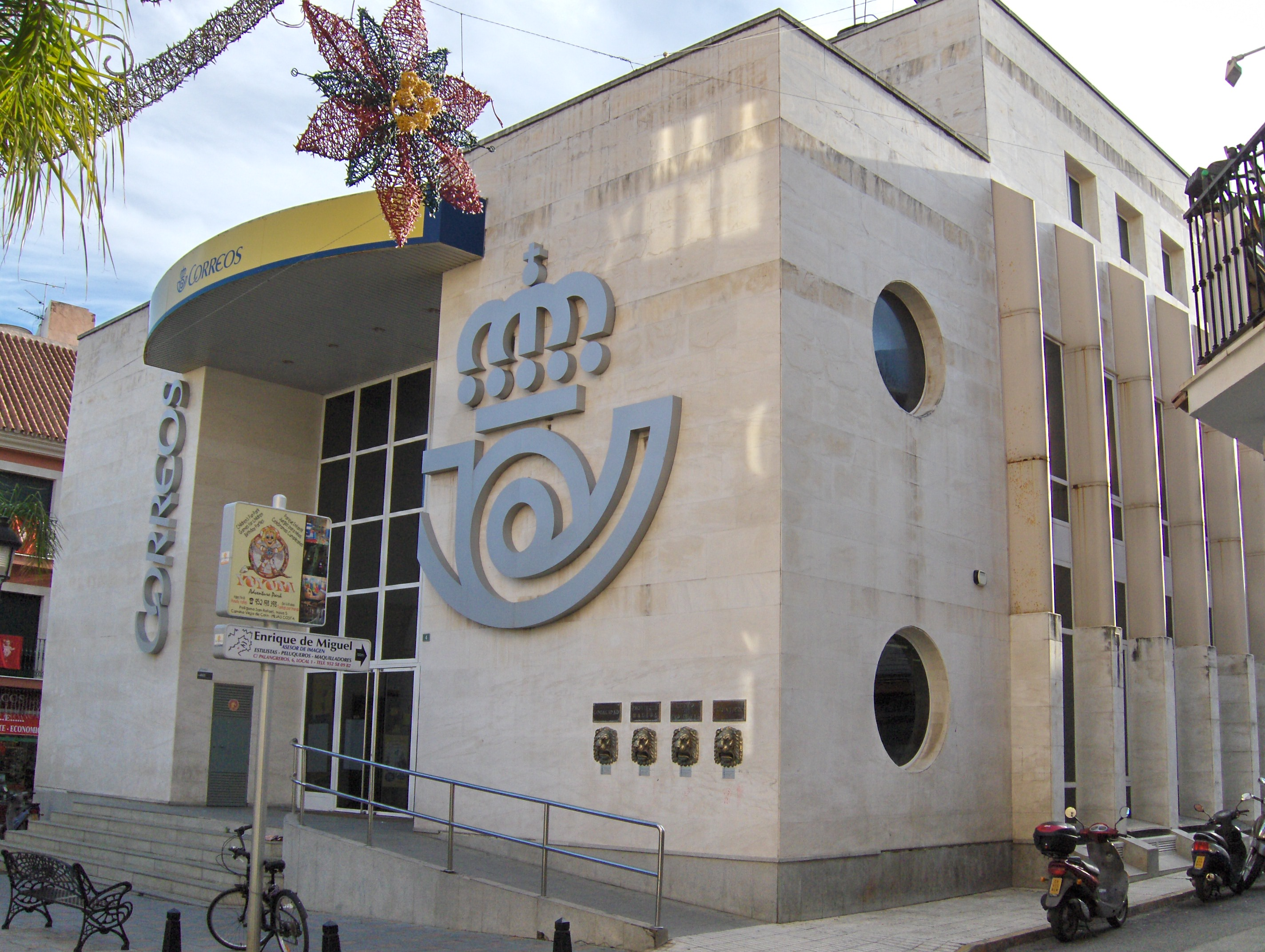
مكتب بريد كوريوس.

- مكتب بريد كوريوس. موقع كوريوس (بالإسبانية)